# OneXPlayer 2
Der OneXPlayer 2 ist ein x86-basierter Handheld-PC, der mit vorinstalliertem Windows 11 ausgeliefert wird und der Nachfolger des OneXPlayer 1S ist. Der OneXPlayer 2 ist ein Produkt der chinesischen Firma One-Netbook, das durch eine Indiegogo Crowdfunding-Kampagne im Dezember 2022 finanziert wurde. Die Veröffentlichung erfolgte im März 2023.

## Hardware
Die Haupteinheit des OneXPlayer 2 ist für den Handheld-Einsatz konzipiert. Es hat einen 8,4-Zoll-Bildschim großen Touchscreen-LC-Display mit einer Auflösung von 2560 × 1600 Pixeln (2,5K).
Es hat auch abnehmbare Controller entsprechend dem Konzept der Nintendo Switch.
Der OneXPlayer 2 verwendet zwei verschiedene CPU-Ausrichtungen, zum einen den AMD Ryzen 7 6800U und zum anderen einen Intel Core i7 der 13. Generation, der eine Intel Iris Xe Graphics mit 96 EUs hat. Der AMD Ryzen 7 6800U verwendet die AMD Radeon 680M, ein integrierter Grafikprozessor. Der OneXPlayer 2 hat 32 GB LPDDR5 6400 MHz Arbeitsspeicher, mit einer (je nach Wahl) 512-GB- bis 2-TB-SSD. Zusätzlicher Speicher ist über einen microSD-Kartensteckplatz verfügbar. Die Hardware des OneXPlayer2/Pro ist um einiges stärker und insbesondere schneller als das Steam Deck. Der OneXPlayer 2 unterstützt Bluetooth für Eingabegeräte, verfügt über eine integrierte Wi-Fi-Netzwerkunterstützung und hat einen Kopfhörer-Anschluss. Es hat einen USB-3.2, einen USB-C 4.0 und einen Thunderbolt 4.0, um eine externe Grafikkarte (eGPU) anzuschließen.
Der OneXPlayer 2 enthält einen 65,5-Wattstunden-Akku mit 17.100 mAh, der per USB-C bis zu 65 Watt geladen werden kann. Beim Spielen kann die Akkulaufzeit etwas über drei Stunden betragen, und beim Schauen von Videos zwischen acht und neun Stunden. Der OneXPlayer 2 hat ein schnelles 65W-Netzteil, die Pro-Variante ein 100W-Netzteil.
Der OneXPlayer 2/Pro ist in zwei verschiedenen Farben erhältlich – in Schwarz und Weiß.

## Entwicklung
Seit Juli 2023 gibt es den OneXPlayer 2 Pro der den AMD Ryzen 7 7840U mit der AMD Radeon 780M als integrierter Grafikprozessor. Außerdem hat es 32 GB LPDDR5X 7500 MHz Arbeitsspeicher und 1 oder 2 TB (je nach Wahl) an SSD Speicher. Seit April 2024 gibt es den OneXPlayer 2 Pro mit AMD Ryzen 7 8840U auch mit AMD Radeon 780M iGPU mit den gleichen Speicherausstattungen.